# نزران
شهر نزران (به روسی: Назрань) در کشور روسیه و در جمهوری اینگوشتیا واقع شده‌است.